# Марковка (Томашпольский район)
Марко́вка (укр. Маркі́вка, пол. Markówka, старое название — Янушгрод (пол. Januszgród)) — село на Украине, находится в Томашпольском районе Винницкой области.
Код КОАТУУ — 0523983001. Население по переписи 2001 года составляет 516 человек. Почтовый индекс — 24248. Телефонный код — 8 — 04348.
Занимает площадь 2,986 км².

## Религия
В селе действует Свято-Успенский храм Томашпольского благочиния Могилёв-Подольской епархии Украинской православной церкви.

## Адрес местного совета
24248, Винницкая область, Томашпольский р-н, с. Марковка, Школьная, 80

## Известные жители
- Чудаковский, Михаил Павлович (1926—1993) — советский и российский изобретатель, радиоинженер, конструктор.